# Sam Brown
Pour les articles homonymes, voir Brown.
Samantha Brown, dite Sam, est une chanteuse britannique, née le 7 octobre 1964 à Stratford à l'est de Londres. Elle est surtout connue grâce à la chanson Stop! sortie en 1988 et classée no 2 au Top 50 français des meilleures ventes de disques le 22 avril 1989.

## Biographie
Sam Brown est la fille du rockeur Joe Brown et de la chanteuse Vicki Brown (née Haseman). En 1978, à l’âge de quatorze ans, elle participe comme choriste au dernier album 78 in the Shade du groupe Small Faces. Elle travaille également, toujours en tant que choriste, avec plusieurs groupes comme Spandau Ballet ou Pink Floyd sur la tournée P.u.l.s.e et, en 1982, avec sa mère sur l'album en solo Before I Forget  de Jon Lord, le claviériste du groupe Deep Purple.

## Carrière
Sam a signé un contrat d'enregistrement avec A&M en 1986. Sa chanson la plus réussie avec A&M est définitivement Stop!, Sortie en single en 1988. Elle publie un album du même nom la même année. D'autres singles tirés de l'album inclus Walking Back to Me, This Feeling et sa version de la chanson Can I Get a Witness. L'album Stop! se vend à plus de deux millions et demi d'exemplaires dans le monde, particulièrement au Royaume-Uni et en Australie. Le deuxième album studio de Brown, April Moon (1990), comprend deux singles à succès, Kissing Gate et With a Little Love. Trois autres singles sont sortis de l'album: Mindworks, Once in Your Life et As One. Elle joue également du ukulélé.
Son troisième album studio, 43 Minutes... est réalisé à peu près au moment où sa mère décède d'un cancer du sein. A & M, le label de Sam à l'époque, n'est pas satisfait de l'album et désire que des singles à succès potentiels soient enregistrés et ajoutés à la liste des chansons. Sam, ne voulant pas faire de compromis et après une longue bataille juridique, rachète les enregistrements principaux de l'album et les sort en 1992 sur son propre label Pod Music, un an après la mort de sa mère. Peu d'exemplaires sont initialement publiés, bien qu'il aient été réédité s en 2004.
Sam Brown assure les chœurs du groupe Pink Floyd sur son quatorzième album studio, The Division Bell, sorti en 1994, et l'accompagne dans sa tournée pour en promouvoir la sortie. Elle apparaît ainsi sur l'album live Pulse l'année suivante, où elle chante The Great Gig in the Sky. En 1995, elle obtient un petit succès dans les Charts grâce à son duo avec son collègue chanteur-compositeur Fish, intitulé Just Good Friends.
En 1997, Sam revient avec son quatrième album studio, Box, sorti via le label indépendant Demon Music Group. L'album comprend Embrace the Darkness, Whisper et I Forgive You qui est co-écrite avec Maria McKee. La version de McKee de cette chanson apparaît à l'origine sur son deuxième album, You Gotta Sin to Get Saved.
En 2000, son cinquième album studio, ReBoot, sort sur un autre label indépendant, Mud Hut, incluant le single In Light of All That's Gone Before. En 2003, elle forme le groupe Homespun avec Dave Rotheray, qui sort trois albums. Elle publie également plusieurs enregistrements en solo au cours de cette période, dont l'EP Ukulele and Voice. En 2004, Jon Lord sort Beyond The Notes, pour lequel elle écrit la quasi-totalité des paroles. Fin 2006, elle entreprend une vaste tournée au Royaume-Uni en tant qu'invitée spéciale de son père, Joe Brown. Le spectacle comprend également des apparitions de son frère, Pete Brown.
En 2007, sept ans après son dernier album, Sam Brown publie Sort Of the Moment. Elle revient également dans le Top 10 du Chart UK Albums en octobre 2007, lorsque Valentine Moon est inclus sur l'album à succès de Jools Holland, Best of Friends.
C'est cette même année 2007 qu'elle perd sa voix et, pour des raisons inconnues, ne peut plus chanter depuis lors. Dans une interview de 2013, elle explique : « Je ne peux pas obtenir la fermeture des cordes vocales et obtenir la bonne hauteur simultanément. J'ai l'impression que certains muscles ne fonctionnent pas... ». Bien qu'on lui ait retiré un kyste trouvé sur ses cordes vocales, ses problèmes de voix persistent, la laissant incapable de tenir une note. 
Sam Brown dirige Modèle:Qsuand, le Club International de Ukulélé de Sonning Common, le Collectif de Ukulélé du Nord de Londres et la Brigade de Ukulélé du Peuple (PUB). Elle est également mécène des écoles de musique Tech à Londres : Vocaltech, Guitar-X, Keyboardtech et Drumtech.

## Vie privée
Sam Brown a deux enfants : Vicki, née en septembre 1993, et Mohan, né en juin 1995. Son époux est Robin Evans, un producteur de disques qui a débuté avec Manic Street Preachers. Depuis le début des années 1990, la famille vit dans un petit village écossais.

## Collaborations
- Small Faces (1978, à l'âge de quatorze ans)
- National Youth Jazz Orchestra
- Jon Lord (1982 et 2001)
- Adam Ant
- Dexys Midnight Runners
- Barclay James Harvest (1984), en tant que choriste[4],[5]
- Roger Chapman (1984)
- Spandau Ballet (live)
- David Gilmour (1984, sur Cruise et ses lives 2001, 2002 et exceptionnellement lors du concert de la tournée On An Island à l'Olympia de Paris en 2006 sur le titre The Great Gig In The Sky),
- The Dream Academy (1985)
- The Firm (1985 avec Jimmy Page et Paul Rodgers)
- Pink Floyd (1994)
- Roger Waters (1987)
- John Astley (1987)
- Jim Capaldi (1988)
- Spirits of the Forest (1989 avec David Gilmour)
- Gary Moore (1989)
- Red Balloon (1989)
- Jools Holland (Together Again : 1991 avec David Gilmour, Hop the Wag : 2000)
- Black, Colin Vearncombe (Fly Up To The Moon) (1991)
- James Brown (1991)
- Zoe (1992)
- Jimmy Nail (1992, avec Gary Wallis, Guy Pratt & David Gilmour)
- Alvin Lee (1994)
- Fish, l'ex-chanteur de Marillion (Just good Friends, 1995)
- George Harrison (2000, 2001)
- David Rotheray (Homespun 2003-2008)
- Nick Cave (2004)

## Discographie

### Albums studio
- 1988 - Stop!
- 1990 - April Moon
- 1993 - 43 Minutes…
- 1997 - Box
- 2000 - Reboot
- 2007 - Of the Moment
- 2023 - Number 8

Les initiales des titres des albums de Sam Brown épellent son nom : Stop! - April Moon - 43 Minutes - Box - Reboot - Of the Moment - Wednesday The Something Of April - Number 8. Il semblerait que Sam Brown n'était, tout au moins au début, pas consciente de cet acrostiche.

### Compilations et Albums en public
- 2006 - The Very Best of Sam Brown
- 2021 - Wednesday the Something of April: The One Woman Show - Live 2004

### Autres projets
Homespun
- 2003 - Homespun
- 2005 - Effortless Cool
- 2008 - Short Stories From East Yorkshire